# Astrophysics Data System

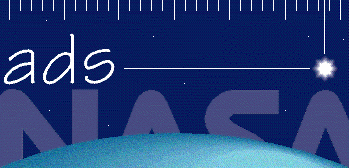
Logo di ADS

Il SAO/NASA Astrophysics Data System (ADS) è un database online che contiene oltre 16 milioni di articoli di astronomia e fisica. Un sommario del testo è gratuitamente disponibile online per la maggior parte degli articoli; la scansione completa dei testi è disponibile in formato Graphics Interchange Format (GIF) e in Portable Document Format (PDF) per gli articoli più vecchi.
Il sistema è stato sviluppato dalla National Aeronautics and Space Administration (NASA) ed è gestito dallo Smithsonian Astrophysical Observatory (SAO).
ADS è uno strumento di ricerca molto efficace e ha avuto un notevole impatto sull'efficacia della ricerca astronomica fin dal momento della sua introduzione nel 1992. Ricerche bibliografiche che prima richiedevano giorni o settimane, oggi possono essere svolte in pochi secondi tramite il motore di ricerca dell'ADS. Alcuni studi hanno mostrato che il database porta un beneficio alla ricerca astronomica stimabile in parecchie centinaia di milioni di dollari USA all'anno. Si stima che il sistema abbia triplicato i lettori di riviste scientifiche astronomiche.

## Storia
Prima degli anni 1980, nella ricerca astronomica, come del resto anche in altre discipline scientifiche, il numero di articoli pubblicato nelle maggiori riviste del settore mostrava una crescita limitata, segno che gli astronomi avevano sempre meno tempo per tenersi aggiornati sulle ultime ricerche. Nel corso degli anni 1980 ci si accorse che le tecnologie che formavano le basi di Internet potevano essere utilizzate per costruire un sistema di indicizzazione elettronica delle pubblicazioni astronomiche, che avrebbero permesso agli astronomi di tenersi aggiornati su un range di articoli molto più ampio.
La prima proposta di un database contenente i sommari delle pubblicazioni scientifiche fu avanzata durante la conferenza Astronomy from Large Data-bases tenutasi a Garching bei München (in Germania) nel 1987. La partenza del sistema elettronico di sommari delle pubblicazioni avvenne nei due anni successivi; nel 1991 si discusse di come integrare l'ADS con il database SIMBAD, che contiene tutte le designazioni dei cataloghi di oggetti al di fuori del nostro sistema solare, in modo da creare un sistema che permetteva agli astronomi la ricerca di tutti gli articoli che riguardavano un dato argomento.

## Dati contenuti nel sistema

Nel sistema ADS sono reperibili 1284 articoli che riguardano la Galassia Girandola (M101), a partire dal 1850.

Gli articoli sono indicizzati nel database secondo i loro dati bibliografici, che contengono dettagli sulla rivista di pubblicazione oltre a metadati come la lista degli autori, riferimenti e citazioni. All'inizio questi dati erano registrati in formato ASCII, ma date le limitazioni del programma furono successivamente trasferite in formato XML (Extensible Markup Language) nel 2000. I dati bibliografici sono adesso memorizzati come elemento XML, con sotto-elementi per i vari metadati.
Dopo l'avvento delle edizioni online, i sommari vengono caricati in ADS al momento della pubblicazione degli articoli o anche prima, mentre il testo completo è in genere riservato agli abbonati. Gli articoli più vecchi sono stati scansionati utilizzando il software Riconoscimento ottico dei caratteri (ROC). In generali gli articoli precedenti al 1995 sono disponibili gratuitamente, registrandosi sulle riviste di pubblicazione.
Gli articoli scansionati sono memorizzati in formato Tagged Image File Format (TIFF), con risoluzione dell'immagine da media a elevata. I file TIFF sono convertibili a richiesta in formato GIF per la lettura sullo schermo, on in formato PDF o PostScript per la stampa.

## Copertura
Il database contiene oltre 8 milioni di articoli. Per le maggiori riviste di astronomia  (Astrophysical Journal, Astronomical Journal, Astronomy and Astrophysics, Publications of the Astronomical Society of the Pacific e Monthly Notices of the Royal Astronomical Society), la copertura è completa e parte dal primo numero della pubblicazione. Queste riviste contengono due terzi degli articoli pubblicati nel database, mentre il resto è costituito da lavori che provengono da un centinaio di altre riviste da tutto il mondo, come pure da atti di conferenze.
La copertura è quindi abbastanza completa per gli articoli delle riviste più importanti, mentre è più carente per quanto riguarda i riferimenti e le citazioni. Queste ultime sono abbastanza complete per gli articoli delle maggiori riviste, ma i riferimenti da "comunicazioni private", "in preparazione" o "in corso di stampa" non sono estensive e le liste degli autori possono anche contenere errori o essere incomplete. Nell'ADS sono presenti anche citazioni da articoli al di fuori dello scopo del database, come quelli che riguardano riviste di chimica, matematica o biologia.